# Natalie Hof Ramos
Natalie Hof Ramos (geborene Hof; * 15. Februar 1986 in Norden) ist eine deutsche Fernsehmoderatorin und Pokerspielerin.

## Persönliches
Hof stammt aus Ostfriesland und schloss 2010 ihren Bachelor der Pädagogik und Theologie an der Universität Osnabrück mit der Endnote 1,9 ab. Sie war mit Pius Heinz, dem Sieger des Main Events der World Series of Poker 2011, liiert. Hof lebte eine Zeit in Wien und Köln. Im Oktober 2016 begann sie ein Masterstudium an der Technischen Universität Dortmund, das sie jedoch nicht abschloss. Hof verlobte sich im Oktober 2018 mit dem brasilianischen Pokerspieler Felipe Ramos und heiratete ihn am 22. Dezember 2018 in Las Vegas. Anfang Oktober 2019 wurden die beiden Eltern einer Tochter.

## Pokerkarriere
Hof kam im Jahr 2005 durch ihren besten Freund zum Poker und spielte an ihrem 19. Geburtstag ihr erstes Live-Turnier. 2011 belegte sie bei der von ProSieben ausgestrahlten Castingshow PokerStars sucht das PokerAss hinter Jens Knossalla den zweiten Platz und erlangte dadurch Bekanntheit. Hof berichtete für den Fernsehsender Sport1 von der European Poker Tour (EPT) sowie der World Championship of Online Poker und moderierte die Pokersendung German High Roller.
Bei einem Event der Eureka Poker Tour im King’s Resort im tschechischen Rozvadov landete sie im März 2013 auf dem zweiten Platz und erhielt ein Preisgeld von mehr als 12.000 Euro. Rund einen Monat später belegte sie beim EPT-Main-Event in Berlin den mit 18.000 Euro dotierten 39. Platz. Am 1. Oktober 2013 wurde Hof als Friend of PokerStars.de ins Team PokerStars aufgenommen. Von Dezember 2013 bis April 2016 moderierte sie als Nachfolgerin von Jessica Kastrop zwölfmal die ursprünglich von Stefan Raab inszenierte TV total PokerStars.de Nacht, die regelmäßig bei ProSieben ausgestrahlt wurde. Im März 2014 gewann die Deutsche das Women’s Event der EPT in Wien und erhielt für ihren ersten Sieg bei einem Live-Turnier den Hauptpreis von knapp 5500 Euro. Ende August 2015 war sie erneut bei einem EPT-Main-Event erfolgreich und erreichte in Barcelona den 139. Platz. Im Herbst 2015 nahm Hof an der Pokersendung The PokerStars Shark Cage teil und spielte dabei u. a. mit Antonio Esfandiari und Schauspieler Don Cheadle an einem Tisch. Zum Jahresende 2015 wurde ihr Vertrag mit PokerStars nicht verlängert. Von Oktober 2016 bis September 2017 gehörte die Deutsche unter dem Nickname 888NatalieH zum Team von 888poker. Im Juli 2017 war sie erstmals bei der World Series of Poker (WSOP) im Rio All-Suite Hotel and Casino am Las Vegas Strip erfolgreich und belegte bei der Ladies Championship den mit rund 1500 US-Dollar dotierten 95. Platz. Bei der WSOP 2021 erzielte Hof Ramos fünf Geldplatzierungen. Bei der WSOP 2022, die erstmals im Bally’s Las Vegas und Paris Las Vegas ausgespielt wurde, erreichte sie bei der Ladies Championship ihren ersten WSOP-Finaltisch und beendete diesen auf dem mit 16.710 US-Dollar dotierten achten Rang. Wenige Tage später beendete die Deutsche das erstmals ausgespielte Million Dollar Bounty der Turnierserie auf dem 13. Platz von über 14.000 Spielern und erhielt ihre bislang höchste Auszahlung von knapp 50.000 US-Dollar.
Insgesamt hat sich Hof Ramos mit Poker bei Live-Turnieren mehr als 150.000 US-Dollar erspielt.